# ファイブエイス
株式会社ファイブエイス（英: Five Eighth Inc.）は、日本の音楽プロダクション。

## 歴史
SUPA LOVEで前山田健一のマネージャーを務めていた矢野陽平が独立し2012年5月8日設立。主に作曲家・編曲家などの音楽クリエイターが在籍しており、J-POPや劇伴など音楽制作の全般を行っている。

## 所属クリエイター
- 秋田茉梨絵
- 浅田将明
- 網本ナオノブ
- 石井健太郎
- 板垣祐介
- WOODY BOY
- 太田貴之
- 大竹智之
- 澤田空海理
- 塚田忠昭
- 徳田光希
- ハマダコウキ
- 菱田 啓太
- 藤原燈太
- 前山田健一
- ミツル
- 三好啓太
- 渡辺泰司
- WABISABI